# خندق

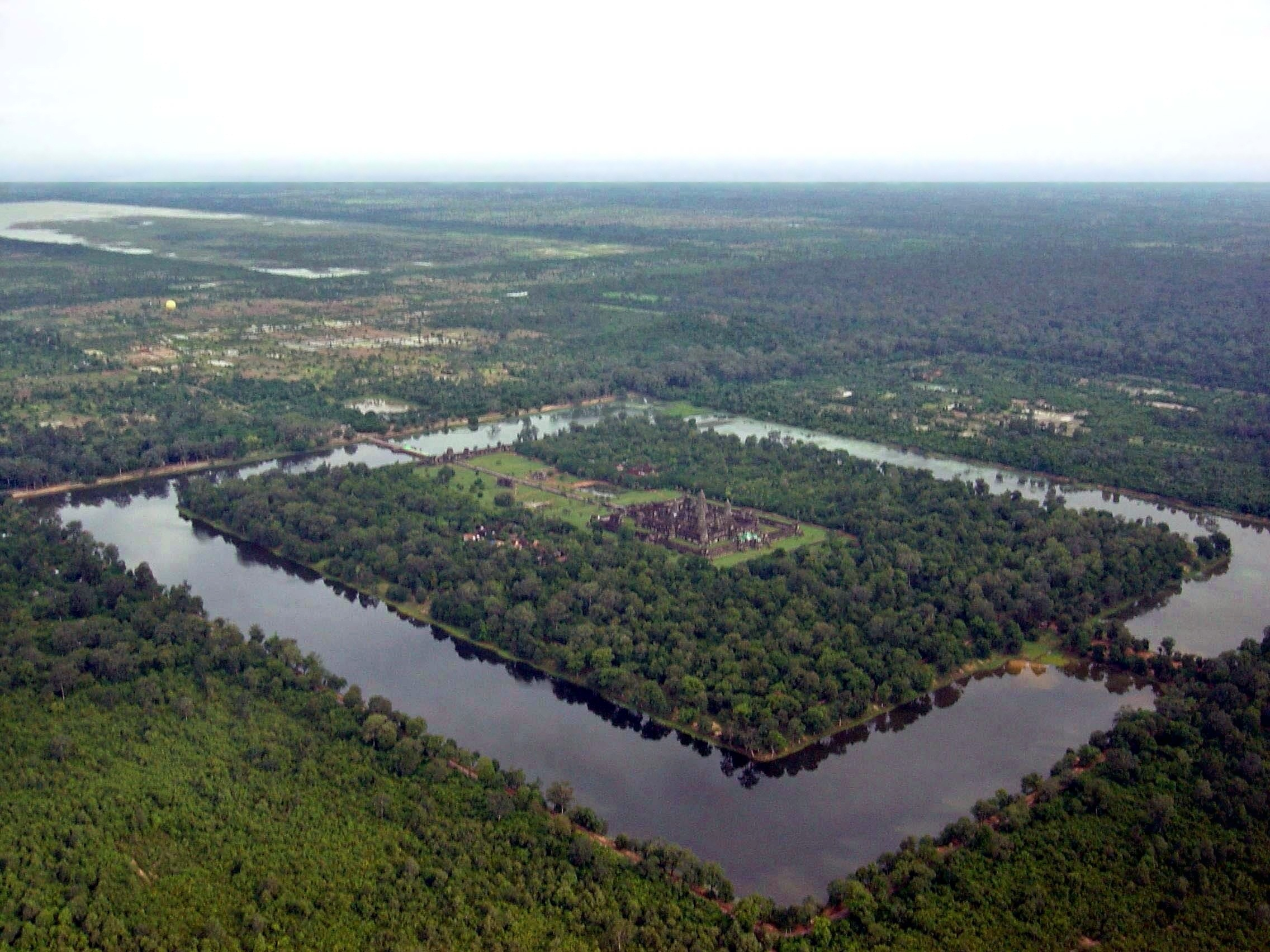
نمایی از شهر باستانی انگکور در کامبوج با خندق پیرامون آن.

خَندَق (به پارسی: کندک یا کَندَگ) گودالی پرآب یا خشک که گاهی در آن هیزم انباشته و آماده آتش‌افروزی به هنگام نیاز می‌کردند و دست‌ساخت است که در روزگار کهن گرداگرد شهر یا لشکرگاه می‌کندند تا از آمدن دشمنان یا تُنداب به درون آن پیشگیری شود.
در راستای بخش درون‌شهری خندق نیز بیشتر دیواری با برج و بارو ساخته می‌شد.
واژهٔ خندق عربی شدهٔ واژهٔ پارسی میانه کندک یا کَندَگ و به معنی «کَنده» است. در زبان‌های کهن ایرانی چون اوستایی و فارسی باستان، ریشهٔ «کن» به معنی «کندن» امروزی به‌کار می‌رفته‌است و «فرکنتن» برابر است با آغاز به ساختن ساختمان یا شهر.

## نگارخانه

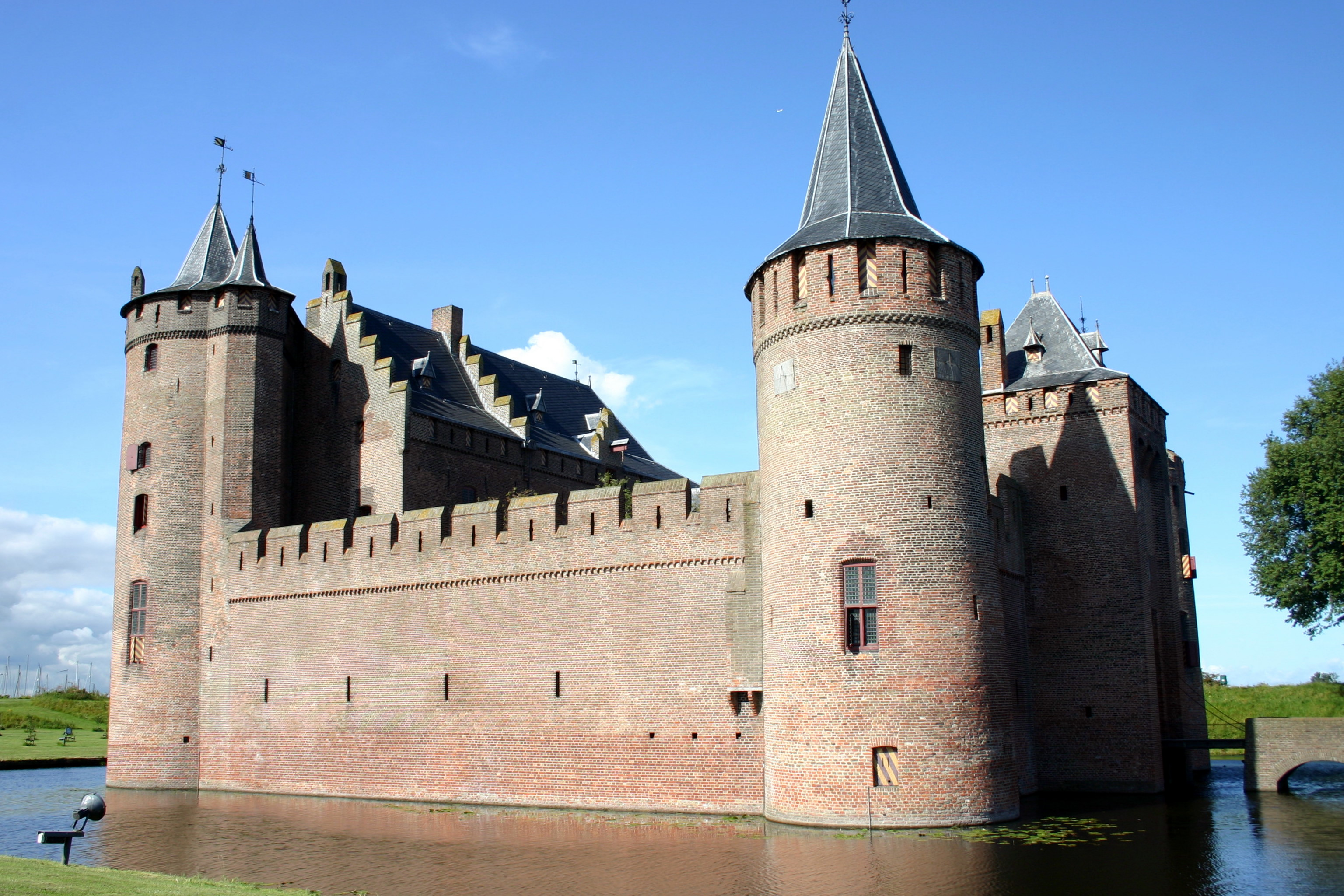
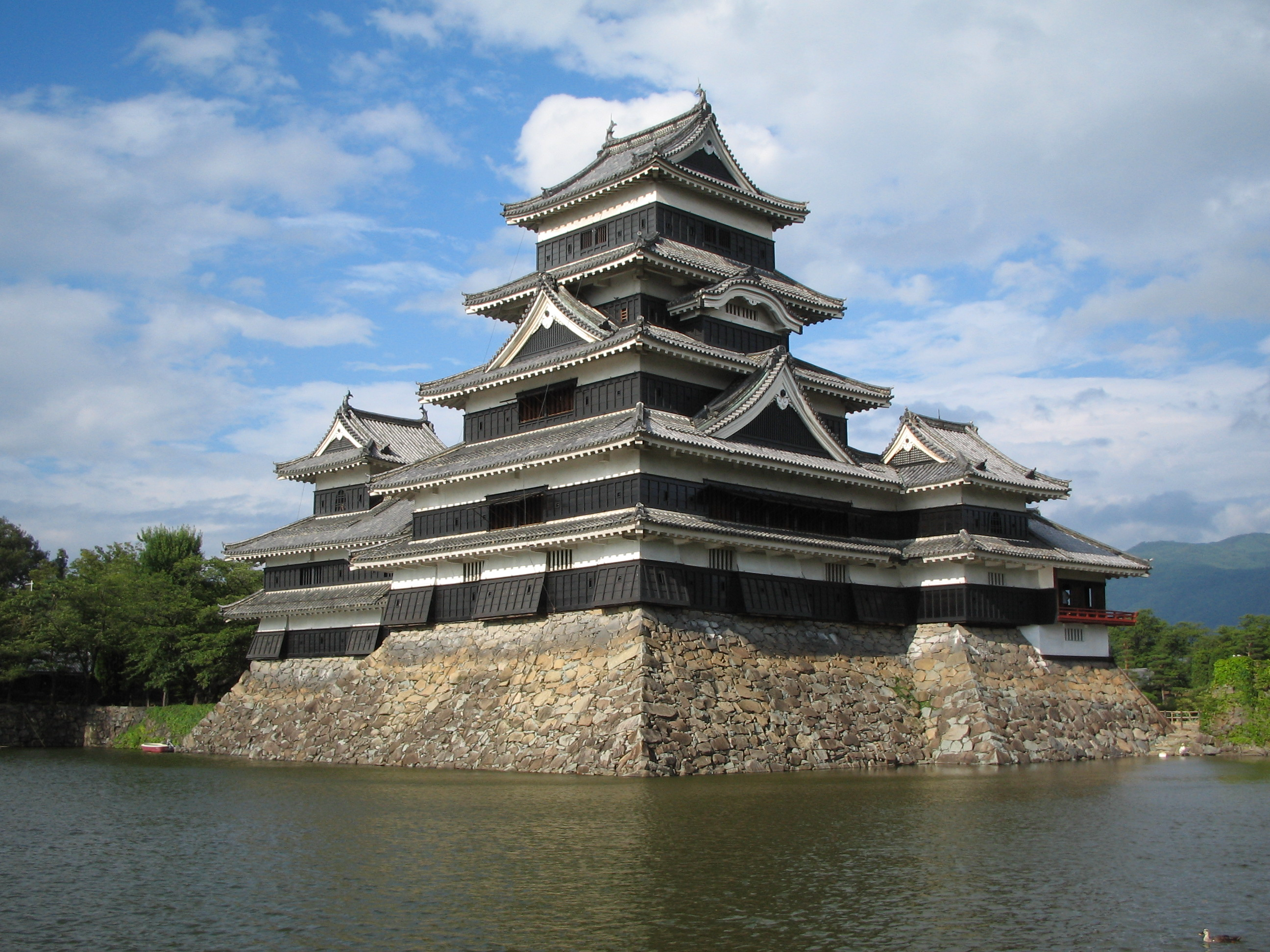
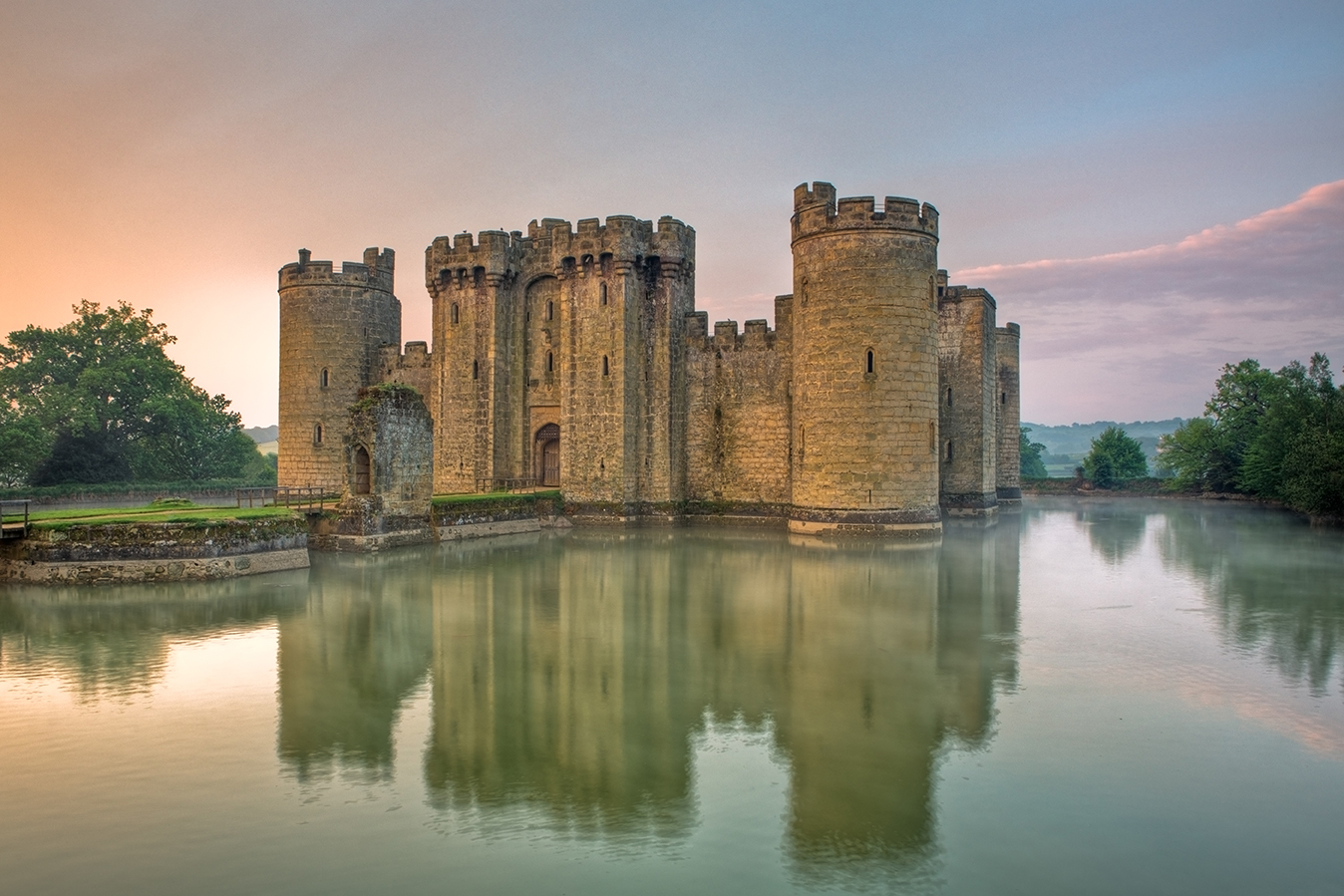
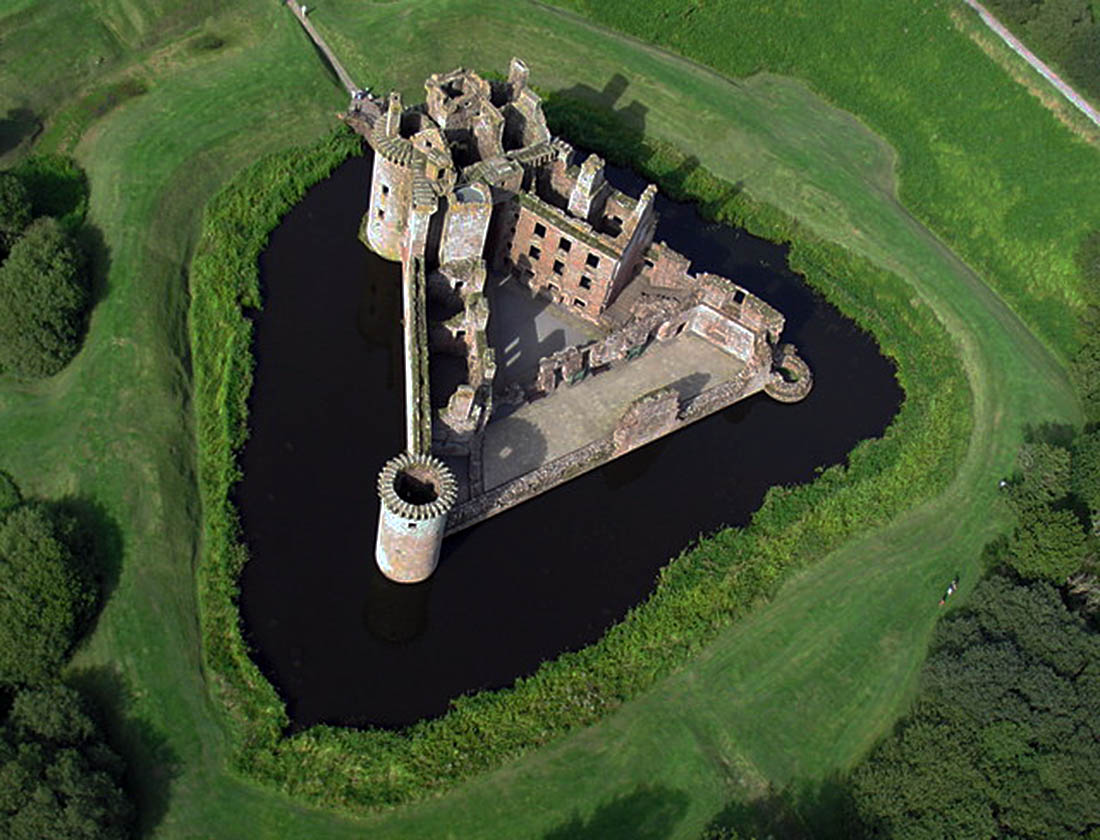
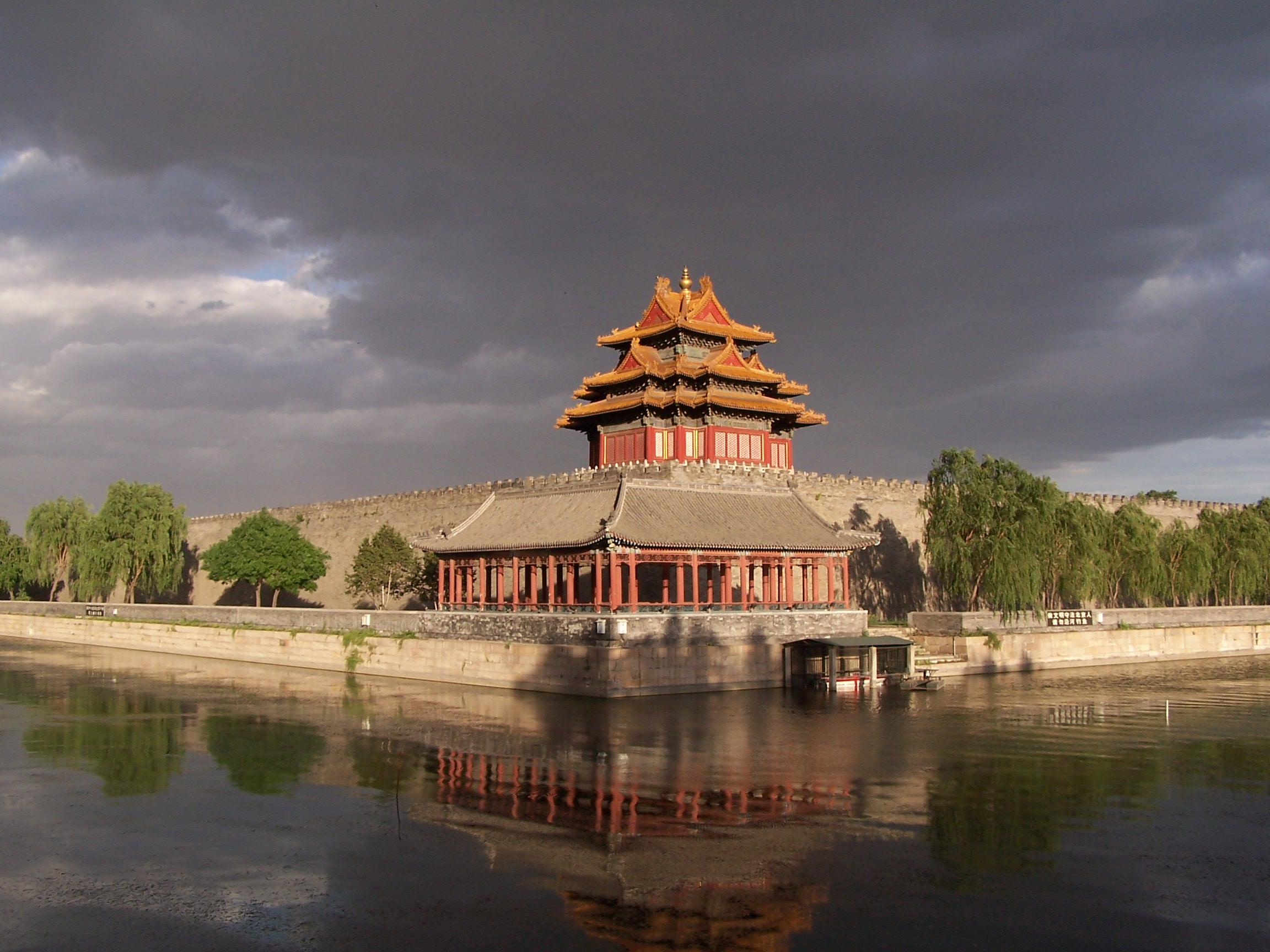
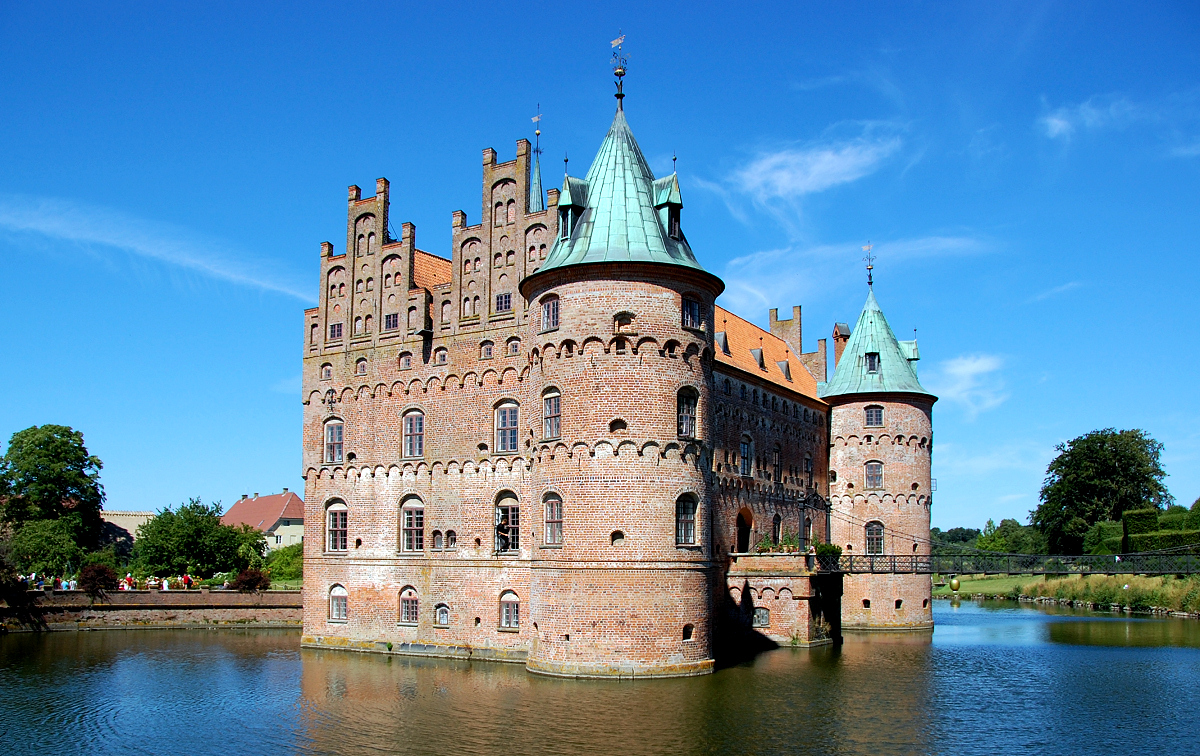
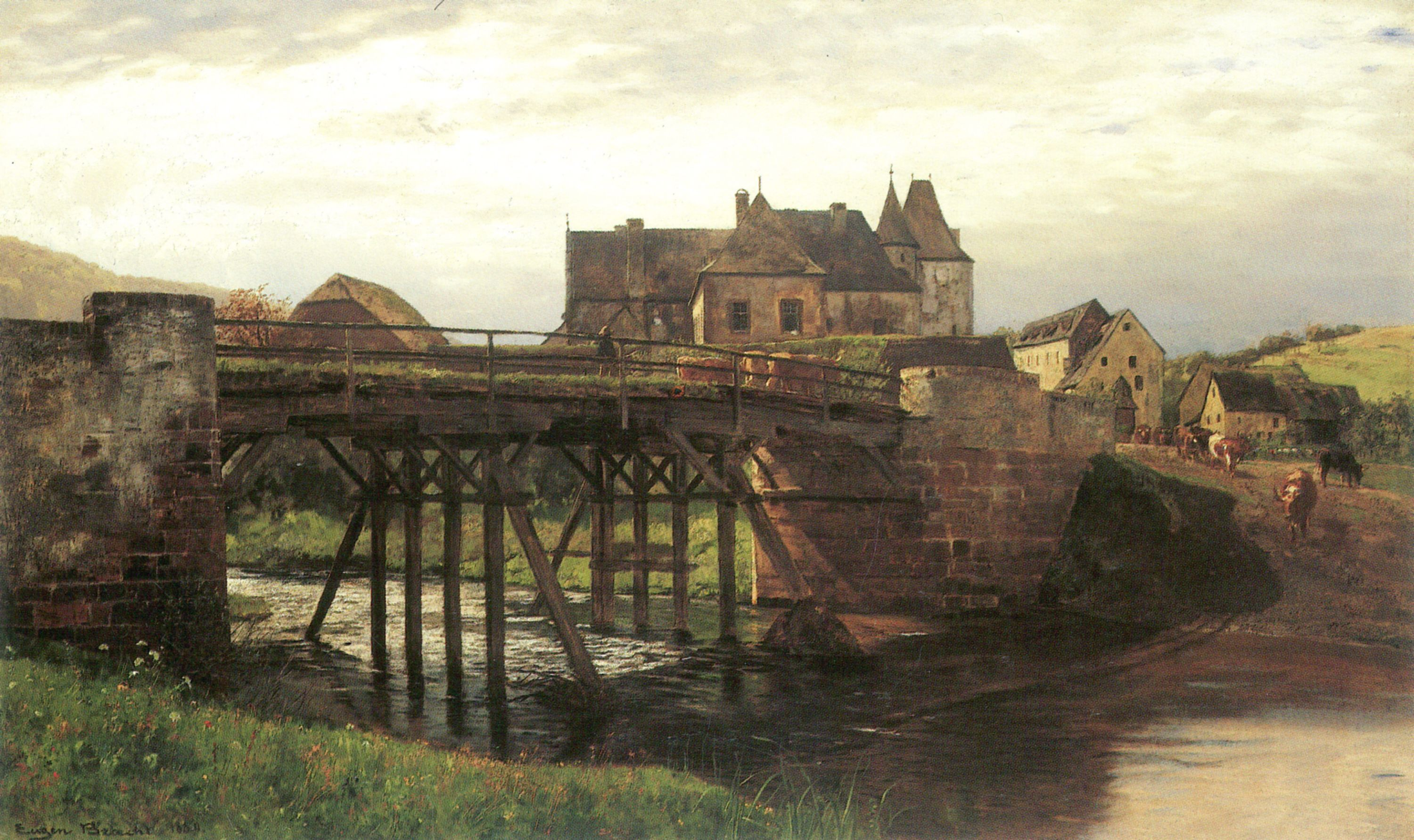
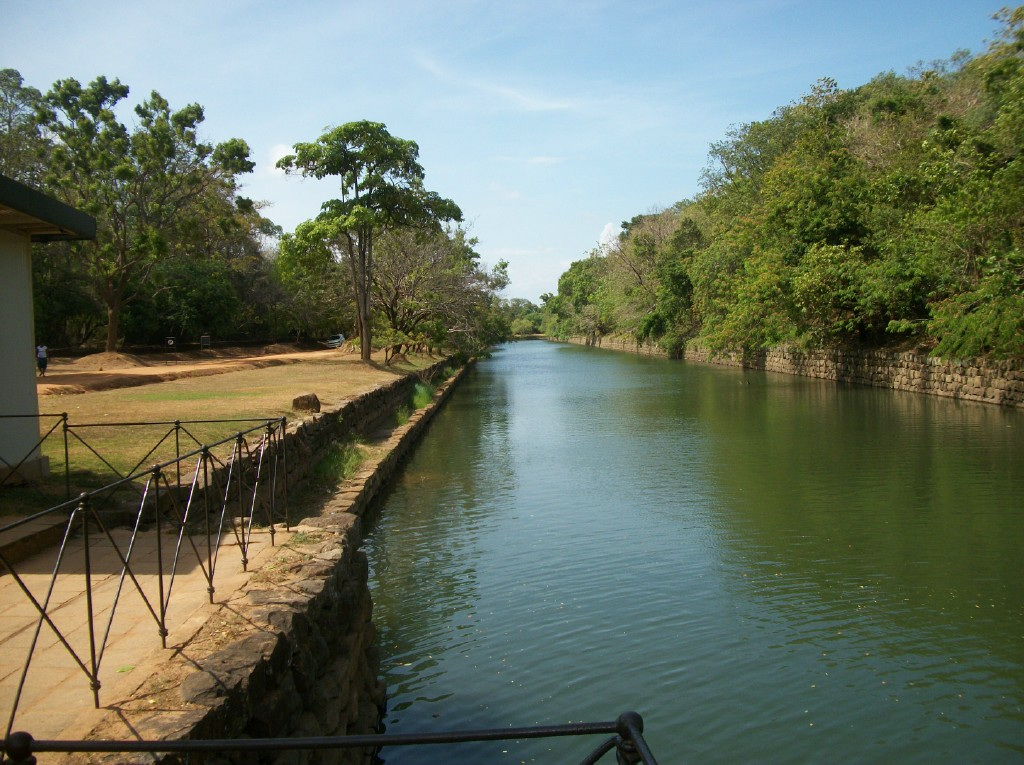